# Primera División de Chile 1947
Primera División de Chile 1947 var den chilenska högstaligan i fotboll för herrar för säsongen 1947, som slutade med att Colo-Colo vann för femte gången. Ligan bestod av 13 lag som spelade mot varandra två gånger var, vilket innebar 24 omgångar. Inget lag flyttades ner eftersom det vinnande laget i den sämre rankade divisionen (Ferrovarios i División de Honor Amateur championship) inte accepterades i den högsta divisionen.

## Sluttabell
| Plac. | Lag                  | S  | V  | O | F  | GM | IM | MSK | Poäng |
| ----- | -------------------- | -- | -- | - | -- | -- | -- | --- | ----- |
| 1     | Colo-Colo            | 24 | 16 | 6 | 2  | 48 | 21 | 27  | 38    |
| 2     | Audax Italiano       | 24 | 14 | 3 | 7  | 56 | 38 | 18  | 31    |
| 3     | Universidad de Chile | 24 | 11 | 5 | 8  | 44 | 34 | 10  | 27    |
| 4     | Unión Española       | 24 | 11 | 5 | 8  | 55 | 43 | 12  | 27    |
| 5     | Universidad Católica | 24 | 9  | 8 | 7  | 47 | 39 | 8   | 26    |
| 6     | Santiago Wanderers   | 24 | 10 | 5 | 9  | 46 | 45 | 1   | 25    |
| 7     | Santiago Badminton   | 24 | 9  | 6 | 9  | 48 | 42 | 6   | 24    |
| 8     | Magallanes           | 24 | 8  | 7 | 9  | 49 | 50 | -1  | 23    |
| 9     | Green Cross          | 24 | 10 | 3 | 11 | 45 | 51 | -6  | 23    |
| 10    | Santiago National    | 24 | 8  | 3 | 13 | 49 | 64 | -15 | 19    |
| 11    | Santiago Morning     | 24 | 7  | 3 | 14 | 39 | 49 | -10 | 17    |
| 12    | Iberia               | 24 | 7  | 2 | 15 | 29 | 47 | -18 | 16    |
| 13    | Everton              | 24 | 7  | 2 | 15 | 35 | 67 | -32 | 16    |

| Primera División Vinnare av Primera División 1947 |
| ------------------------------------------------- |
| Chile                                             |
| Colo-Colo 5:e titeln                              |